# Marcgravia polyantha
Marcgravia polyantha là một loài thực vật có hoa trong họ Marcgraviaceae. Loài này được Delpino mô tả khoa học đầu tiên năm 1869.